# Fintonic
Fintonic es una fintech española fundada en 2011 por Lupina Iturriaga y Sergio Chalbaud en Madrid. El objetivo de la compañía es mejorar el bienestar financiero de las personas. Fintonic busca ayudar a la personas a controlar su dinero, cuidar sus finanzas y conseguir lo que se propongan. 
Presente en España, Fintonic se ha consolidado como una de las mayores plataformas financieras de Europa. Así mismo, fue la primera fintech española que obtuvo la autorización del Banco de España para prestar simultáneamente servicios de iniciación de pagos y agregación de cuentas regulados por PSD2.
El equipo de Fintonic está formado por más de 75 profesionales del sector financiero y las nuevas tecnologías. La compañía cuenta con el respaldo de SquareOne Capital, Ideon, Financial Solutions, Inception Capital, Onza Capital, Atresmedia, ING Group, PSN y otros socios particulares que aportan su expertise estratégico.

## Historia
Los orígenes de Fintonic se remontan a finales de 2011, cuando la app fue fundada por Lupina Iturriaga y Sergio Chalbaud. Ambos se habían desarrollado profesionalmente en el mundo de la banca, y gracias a ello pudieron llevar a cabo la que sería la primera app gratuita de finanzas personales de España, pionera en reunir en un mismo lugar todas las cuentas y tarjetas bancarias de sus usuarios, aun siendo de diferentes entidades.
La app tuvo una excelente acogida y, además de ir mejorando sus funcionalidades, fue incorporando otras nuevas. Entre ellas, destaca el lanzamiento del primer marketplace de préstamos al consumo y del primer indicador de la calidad crediticia para particulares ofrecido en España, llamado FinScore.
A lo largo de estos años, Fintonic ha crecido su base de usuarios hasta 4 millones.  
Desde mayo de 2023, Fintonic acelera su estrategia, incorporando nuevos roles a su equipo, así como introducción de nuevos productos y creación de una nueva vertical de negocios enfocada en transformar datos bancarios en insights de valor. 
OpenInsights, se especializa en ofrecer servicios avanzados de open banking y análisis de datos transaccionales para instituciones financieras y empresas. 

## Productos y servicios

### Plataforma de préstamos
Fintonic ofrece a través de su plataforma financiación personalizada para que cualquier persona pueda conseguir lo que más desea. Cada usuario tiene un Finscore único, una puntuación que informa a los solicitantes cómo son de buenos para las entidades financieras, qué tipo de interés se merecen y cómo pueden mejorar su valoración. En función de este, el usuario tendrá unas condiciones u otras para su préstamo.
Todo ello sin necesidad de ser cliente de la entidad prestataria. Tanto el acceso al FinScore como la tramitación del préstamo son servicios gratuitos, pues Fintonic cobra una comisión a la entidad financiera con la que se haya contratado el préstamo.

### Otros productos
Fintonic, con el propósito de cuidar tu dinero, también te ofrece productos para que puedas tener el mejor precio posible con las mejores condiciones en cada momento, como: seguros, cuentas remuneradas, energía, telco, remesas, divisas, etc. Así como productos que no solo cuidarán de tu dinero, sino que lo harán crecer como inversiones en depósitos, acciones, ETFs, y otros vehículos de inversión alternativa como: proyectos inmobiliarios, inversiones en energía renovable y factoring. 
Fintonic también pone a disposición de todas las personas un programa de finanzas personales, diseñado para ayudar a las personas a cuidar de su dinero desde el día cero. El programa busca ayudar a las personas a que tomen mejores decisiones financieras que les permita disfrutar la vida. 

### Aplicación móvil
La app de Fintonic ofrece herramientas de finanzas personales gratuitas que dan acceso instantáneo a todos los movimientos de bancos y tarjetas organizados automáticamente, ayuda a entender en qué se gasta el dinero, organiza presupuestos y envía informes de situación, notificaciones y alertas sobre cobros incorrectos, descubiertos, comisiones, etc.
Con esta app gratuita, podrás controlar tú dinero de una vez y para siempre. 

## Distinciones
- Premio Startup La razón (2022)[7]
- Lupina Iturriaga entre las 10 directivas españolas que lideran la transformación digital en el sector financiero.[8]
- Lupina Iturrriaga entre los 100 emprendedores más importantes del ecosistema español.[9]
- Premio Google a la Innovación Móvil en Finanzas (2015).
- PYME Innovadora del Ministerio de Economía, Industria y Competitividad (2019)
- Mejor App de Finanzas 2018  por Smartme Analytics (2018)
- Oro en la Categoría “Best Practices” por “Lowi Awards”
- Premio Día de Internet al Emprendimiento e Investigación en Fintech (2017)